# Cinquième circonscription du Bas-Rhin
La cinquième circonscription du Bas-Rhin est l'une des neuf circonscriptions législatives françaises que compte le département du Bas-Rhin. Elle regroupe six cantons du sud du département, autour de la ville de Sélestat. Elle est majoritairement composée de communes rurales.

## Description géographique et démographique

### De 1958 à 1986
Le département avait huit circonscriptions.
La cinquième circonscription du Bas-Rhin était composée de :
- canton de Molsheim
- canton de Rosheim
- canton de Saales
- canton de Schirmeck
- canton de Villé
- canton de Wasselonne

### Depuis 1988
La cinquième circonscription du Bas-Rhin regroupe six cantons :
- Canton de Barr
- Canton de Benfeld
- Canton d'Erstein
- Canton de Marckolsheim
- Canton de Villé
- Canton de Sélestat

Elle n'a pas subi de changements significatifs depuis 1958 et reste assez largement rurale, même si les villes de Sélestat et Obernai représente un pôle d'attractivité non négligeable pour l'ensemble de la circonscription.
Historiquement entièrement dialectophone, la pratique de l'alsacien reste assez largement répandue dans l'ensemble des cantons, et une majorité des habitants déclarent ici comprendre et pratiquer le dialecte. La pratique courante du français est restée minoritaire ici jusque dans les années 1950-1960, se développant plus rapidement dans les centres urbains.
Confessionnellement la circonscription est majoritairement catholique, les cantons d'Obernai, Erstein, Sélestat et Benfeld étant très largement catholiques. À l'opposé les cantons de Barr et Marckolsheim sont historiquement "mixtes", un certain nombre de communes (dont Barr et Marckolsheim) étant protestantes.

## Description politique
Circonscription assez nettement rurale, centrée autour de la ville de Sélestat mais aussi de centres urbains plus restreints comme Obernai ou Erstein. L'arrondissement de Sélestat restait durant l'entre-deux-guerres, le fief de l'aile "nationaliste" du parti catholique, incarné par le Dr Alfred Oberkirch, conseiller général de Villé, qui y fut réélu au premier tour en 1928 et 1932, plus difficilement en 1936, subissant une concurrence sévères de candidats autonomistes. A. Oberkirch resta, à partir de 1932, le seul représentant du parti catholique « dissident » APNA en Alsace, la domination de l'Union populaire républicaine s'affirmant partout ailleurs dans la région. Cet attachement à la démocratie-chrétienne se prolongea après 1945, l'arrondissement accordant d'importants résultats au MRP, concurrencé en 1951 par le RPF.
La cinquième circonscription du Bas-Rhin reste depuis 1958, dominée par les partis de droite gaulliste et de centre-droit démocrate-chrétien. Ces deux forces se sont affrontées depuis 1958, et jusqu'en 1981, avec une géographie électorale assez stable tout au long des débuts de la Ve république. Depuis 1986, l'unité de candidature semblait avoir réduit cette distinction à l'intérieur de l'alliance UDF-RPR. Cependant, les élections de 2002 ont fortement ravivé ce clivage dans la circonscription.
À l'image de l'ensemble de l'Alsace des années 1960, la circonscription de Sélestat-Obernai fut représenté pendant plusieurs législatures par un député gaulliste. Élu difficilement en 1958, le maire de Sélestat et ancien sénateur de la IVe république, Albert Ehm, devait en effet occuper le siège de député jusqu'en 1978. S'il fut assez facilement réélu en 1962, 1967 et 1968 contre les candidats démocrates-chrétiens, il fut mis en ballottage en 1973 par le candidat CDP Georges Klein, qui l'emporta à Obernai et Marckolsheim notamment. Comme dans l'ensemble de l'Alsace les élections de 1973 marquèrent ici un reflux important du gaullisme au profit de leurs rivaux du centre-droit démocrate-chrétien. En 1965, la circonscription avait accordé un score "africain" au général de Gaulle contre F. Mitterrand (83,8 %), en 1974 le candidat gaulliste Chaban-Delmas n'y réalisait plus que 17,4 % des voix, marquant l'effondrement du vote gaulliste au profit du centre-droit et de Valéry Giscard d'Estaing (44,7 %). A. Ehm avait déjà du céder la mairie de Sélestat au Dr Kubler (RI) en 1965. Il choisit, en 1978 de ne pas se représenter, le RPR investit pour le remplacer le conseiller général de Barr G. Sautter. Celui-ci fut cependant très nettement distancé par G. Klein au premier tour, et se désista en sa faveur au deuxième tour. Après plus de vingt ans d'absence, la circonscription revenait aux démocrates-chrétiens, G. Klein étant largement élu contre le candidat socialiste (72 %) au deuxième tour.
Les années 1980 marquèrent une période d'instabilité dans la circonscription, caractérisée notamment par une forte poussée socialiste à Sélestat. En 1981 le député sortant G. Gengenwin, qui occupait le siège à la suite du décès tragique de Georges Klein, vit sa légitimité au sein de l'alliance UDF-RPR contestée à la fois par les gaullistes et le PR. Cette division conduisit à une triangulaire serrée au second tour, opposant le candidat sortant UDF-CDS au RPR G. Sautter et au PS L. Boltz. G. Gengenwin l'emporta finalement et fut réélu en 1986, 1988, 1993 et 1997, par deux fois contre le maire de Sélestat G. Estève (PS), ainsi qu'en triangulaire avec le PS et le FN en 1997. Son choix de ne pas se représenter en 2002 provoqua une intense division au sein de la « majorité alsacienne », trois candidats importants se réclamant de la droite et du centre-droit émergèrent: le « dauphin » du député sortant A. Herth (proche de l'UDF), adjoint au maire d'Artolsheim, le conseiller général de Barr A. Becker (RPR) et le conseiller général de Marckolsheim G. Simler (Indépendant). Le second tour opposa A. Herth, héritier de la tradition démocrate-chrétienne, à A. Becker, héritier de la droite gaulliste. Ayant obtenu l'investiture de l'UMP, A. Herth fut élu avec plus de 56 %, A. Becker ne l'emportant que dans les fiefs traditionnels du gaullisme de Barr et Sélestat.
Globalement la circonscription reste largement acquise à la droite. L'ensemble des cantons est représenté par des conseillers généraux proches de la « majorité alsacienne » (UMP-UDF-DVD). La droite est particulièrement forte dans le canton protestant de Barr, fief traditionnellement plutôt gaulliste, ainsi que les cantons d'Obernai et Marckolsheim. Le canton de Sélestat reste son point le plus faible, même si elle a su reconquérir la mairie de la sous-préfecture. Elle réalise par ailleurs de très bons scores à Benfeld et Erstein. À partir des années 1980 la gauche a su cependant conquérir des mairies importantes dans la circonscription, elle a notamment gagné Sélestat avec Gilbert Estève et Erstein avec Théo Schnée. À compter de son élection en 1989, la personnalité très modérée de G. Estève avait su apparaître comme un rival possible pour G. Gengenwin, réussissant à le mettre en ballottage en 1993. À l'opposé, l'échec de sa liste aux régionales de 1992 (9 %) avait considérablement affaibli ses ambitions régionales. Son décès brutal en 1996 a de plus entraîné la perte du canton en 1998, et de la ville de Sélestat en 2001. La gauche reste donc très faible dans cette circonscription, où elle n'a pu être présente au second tour en 2002. Autre acteur important depuis le milieu des années 1980, le FN réalise, comme dans l'ensemble de l'Alsace, des scores importants dans cette circonscription, notamment dans les cantons de Benfeld et Obernai. Globalement il est ici supérieur à sa moyenne régionale, et a pu participer au second tour en 1997.Lors des consultations régionales et cantonales le FN subit cependant la concurrence d'Alsace d'Abord qui a réalisé un score supérieur à 10 % lors des élections régionales de 2004 et est bien implanté à Benfeld.
Lors des élections de 1988, la région de Sélestat-Obernai avait choisi J. Chirac (53,1 %). En 1995 elle plaçait J.-M. Le Pen arrivait en tête (26,9 %) devançant d'une courte tête E. Balladur (26,4 %), les deux finalistes J. Chirac (15,9 %) et L. Jospin (14,3 %) restant loin derrière. Au second tour J. Chirac dépassait 60 % des suffrages (60,4 %). En 2002 J.-M. Le Pen était à nouveau en tête (24,4 %) devant J. Chirac (17,9 %), F. Bayrou (11,8 %) et L. Jospin (9,5 %).
Les échéances présidentielle et législatives de 2007 ont encore renforcé l'ancrage à droite de la circonscription. Lors de l’élection présidentielle de 2007 on assistait à un retour important de la domination de la droite et du centre-droit traditionnel, cette remontée s'opérant au détriment du FN. N. Sarkozy se plaçait en effet nettement en tête avec 36,9 % des voix, doublant le score de J. Chirac en 2002, il était suivi par F. Bayrou, qui obtenait 21,7 %, améliorant son score de 10 points, J-M Le Pen arrivait en troisième position avec 14,8 %, perdant près de 10 points par rapport à 2002, mais devançant la candidate socialiste S. Royal, qui n'obtenait que 13,8 %. Au second tour N. Sarkozy l'emportait très largement, réalisant un score comparable à ceux de V. Giscard d'Estaing en 1974 et 1981 (69,1 %). Il dépassait 70 % dans tous les cantons à l'exception de Sélestat (64 %) et Erstein (69 %).
Les élections législatives de juin confirmèrent cet attachement à la droite et au centre-droit en permettant la large réélection du député sortant, Antoine Herth. Ce dernier, pourtant concurrencé par la maire de Rhinau (Modem) D. Meyer, l'emporta avec 58 % au premier tour, rassemblant une large partie des anciens électeurs d'A. Becker, mais aussi d'anciennes voix FN. Il dépassait 60 % à Barr, Marckolsheim et Obernai. La candidate Modem se plaçait en seconde position, obtenant 12,6 % des voix mais ne rééditant pas le score de F. Bayrou, une partie des voix UDF étant parties vers le député sortant. Elle se plaçait en tête dans sa commune. La candidate PS, dissidente, C. Hammann régressait quelque peu par rapport à 2002, ne réalisant que 10,8 %. Enfin le candidat FN, C. Cotelle présent au second tour en 1997, ne réalisait plus que 6,7 %, ne dépassant 10 % dans aucun canton.
Au vu de ces résultats la circonscription de Sélestat-Obernai a amplifié encore son positionnement à droite, tout à la fois à travers le très bon score de N. Sarkozy tant au premier qu'au second tour, puis par la nette confirmation du député sortant lors des élections du 10 juin. N. Sarkozy a frôlé la barre des 40 % à Obernai et Barr, fiefs traditionnels de la droite dans cette circonscription, puis a dépassé 70 % tant dans ces deux cantons qu'à Benfeld, tout à la fois plus centriste et plus marqué par l'extrême droite, et Marckolsheim, fief du député Herth. Le bon résultat de F. Bayrou, assez proche de sa moyenne alsacienne, montre la persistance - présente ici comme dans l'ensemble de la région - d'une tendance démocrate-chrétienne alsacienne ancrée au centre-droit, comme le montrent les reports importants au second tour vers N. Sarkozy, ceci étant particulièrement visible à Barr et Erstein. Cet électorat centriste n'a par ailleurs pas suivi F. Bayrou dans sa ligne de refus du partenariat avec l'UMP, pratiquée par l'UDF alsacienne, comme le montre le faible score de la candidate Modem aux élections législatives. La gauche est restée très faible lors de ces élections, le score de S. Royal à Sélestat (38 %) et Erstein (35 %) étant symbolique d'un reflux net par rapport à 1995, confirmé aux législatives. Enfin le FN a fortement baissé lors de l’élection présidentielle, tant dans ses « fiefs » de Benfeld et Obernai qu'ailleurs, exclusivement au profit de la droite.

## Historique des députations
| Législature | Début de mandat | Fin de mandat  | Député              | Parti politique      | Observations |
| ----------- | --------------- | -------------- | ------------------- | -------------------- | --- |
| Ire         | 9 décembre 1958 | 9 octobre 1962 | Albert Ehm          | UNR                  | Maire de Sélestat Mandat écourté à la suite d'une dissolution parlementaire décidée par Charles de Gaulle. |
| IIe         | 6 décembre 1962 | 2 avril 1967   | Albert Ehm          | UNR-UDT              | Maire de Sélestat |
| IIIe        | 3 avril 1967    | 30 mai 1968    | Albert Ehm          | UDVe                 | Maire de Sélestat Mandat écourté à la suite d'une dissolution parlementaire décidée par Charles de Gaulle. |
| IVe         | 11 juillet 1968 | 1er avril 1973 | Albert Ehm          | UDR                  | Maire de Sélestat |
| Ve          | 2 avril 1973    | 2 avril 1978   | Albert Ehm          | UDR puis RPR         | Conseiller général de Sélestat |
| VIe         | 3 avril 1978    | 22 mai 1981    | Georges Klein       | UDF-CDS              | À la suite du décès tragique du député Georges Klein en 1980, son suppléant Germain Gengenwin lui succéda. Mandat écourté à la suite d'une dissolution parlementaire décidée par François Mitterrand.                                                                                        |
| VIe         |                 |                | Germain Gengenwin   | UDF-CDS              | À la suite du décès tragique du député Georges Klein en 1980, son suppléant Germain Gengenwin lui succéda. Mandat écourté à la suite d'une dissolution parlementaire décidée par François Mitterrand.                                                                                        |
| VIIe        | 2 juillet 1981  | 1er avril 1986 | Germain Gengenwin   | UDF-CDS              | Maire de Schaeffersheim |
| VIIIe       | 2 avril 1986    | 14 mai 1988    | Germain Gengenwin   | UDF-CDS              | Maire de Schaeffersheim Proportionnelle par département, pas de député par circonscription. Mandat écourté à la suite d'une dissolution parlementaire décidée par François Mitterrand. |
| IXe         | 23 juin 1988    | 1er avril 1993 | Germain Gengenwin   | UDF-CDS              | Maire de Schaeffersheim |
| Xe          | 2 avril 1993    | 21 avril 1997  | Germain Gengenwin   | UDF-CDS              | Maire de Schaeffersheim Mandat écourté à la suite d'une dissolution parlementaire décidée par Jacques Chirac. |
| XIe         | 12 juin 1997    | 18 juin 2002   | Germain Gengenwin   | UDF-CDS              | Maire de Schaeffersheim |
| XIIe        | 19 juin 2002    | 19 juin 2007   | Antoine Herth       | UMP                  | Adjoint au maire d'Artolsheim |
| XIIIe       | 20 juin 2007    | 19 juin 2012   | Antoine Herth       | UMP                  | Adjoint au maire d'Artolsheim |
| XIVe        | 20 juin 2012    | 20 juin 2017   | Antoine Herth       | UMP LR (2015)        | Conseiller municipal d’Artolsheim, conseiller régional |
| XVe         | 21 juin 2017    | 21 juin 2022   | Antoine Herth       | LR Agir (2017)       | |
| XVIe        | 22 juin 2022    | 9 juin 2024    | Charles Sitzenstuhl | Ensemble LREM (2022) | Conseiller d'Alsace du canton de Sélestat, ancien conseiller municipal (2014-2020) et adjoint au maire de Sélestat (2020-2022), ancien conseiller politique du ministre de l'Economie et des Finances Mandat écourté à la suite d'une dissolution parlementaire décidée par Emmanuel Macron. |

## Historique des élections

### Élections de 1958
|                | Henri Meck élu | MRP            | 22 962 | 63,06  |  |  |  |
|                | Guy Schweitzer | UNR            | 10 146 | 27,87  |  |  |  |
|                | Alphonse Meyer | PCF            | 1 773  | 4,87   |  |  |  |
|                | Louis Holveck  | SFIO           | 1 530  | 4,2    |  |  |  |
|                |                |                |        |        |  |  |  |
| Inscrits       | Inscrits       | Inscrits       | 46 993 | 100,00 |  |  |  |
| Abstentions    | Abstentions    | Abstentions    | 9 689  | 20,62  |  |  |  |
| Votants        | Votants        | Votants        | 37 304 | 79,38  |  |  |  |
| Blancs et nuls | Blancs et nuls | Blancs et nuls | 893    | 2,39   |  |  |  |
| Exprimés       | Exprimés       | Exprimés       | 36 411 | 97,61  |  |  |  |

Le suppléant de Henri Meck était Paul Grau, conseiller général, maire de Rosheim.

### Élections de 1962
|                | Henri Meck sortant réélu | MRP            | 17 886 | 52,6   |  |  |  |
|                | Robert Beck              | UNR-UDT        | 14 134 | 41,56  |  |  |  |
|                | Alphonse Meyer           | PCF            | 1 987  | 5,84   |  |  |  |
|                |                          |                |        |        |  |  |  |
| Inscrits       | Inscrits                 | Inscrits       | 46 904 | 100,00 |  |  |  |
| Abstentions    | Abstentions              | Abstentions    | 11 886 | 25,34  |  |  |  |
| Votants        | Votants                  | Votants        | 35 018 | 74,66  |  |  |  |
| Blancs et nuls | Blancs et nuls           | Blancs et nuls | 1 011  | 2,89   |  |  |  |
| Exprimés       | Exprimés                 | Exprimés       | 34 007 | 97,11  |  |  |  |

Le suppléant de Henri Meck était Gérard Lehn, notaire à Molsheim. Gérard Lehn remplaça Henri Meck, décédé, du 26 décembre 1966 au 2 avril 1967.

### Élections de 1967
|                | Gérard Lehn sortant réélu | UD-Ve (MRP)    | 19 781 | 54,07  |  |  |  |
|                | Jean-Claude Criqui        | CD (PDM)       | 13 077 | 35,74  |  |  |  |
|                | Albert Klein              | PCF            | 3 728  | 10,19  |  |  |  |
|                |                           |                |        |        |  |  |  |
| Inscrits       | Inscrits                  | Inscrits       | 45 413 | 100,00 |  |  |  |
| Abstentions    | Abstentions               | Abstentions    | 7 220  | 15,9   |  |  |  |
| Votants        | Votants                   | Votants        | 38 193 | 84,1   |  |  |  |
| Blancs et nuls | Blancs et nuls            | Blancs et nuls | 1 607  | 4,21   |  |  |  |
| Exprimés       | Exprimés                  | Exprimés       | 36 586 | 95,79  |  |  |  |

Le suppléant de Gérard Lehn était Guy Schweitzer, UNR-UDT, médecin à Rothau.

### Élections de 1968
|                | Gérard Lehn sortant réélu | UDR (URP)      | 24 676 | 67,7   |  |  |  |
|                | Charles Haberer           | CD (PDM)       | 7 600  | 20,85  |  |  |  |
|                | Albert Klein              | PCF            | 2 418  | 6,63   |  |  |  |
|                | André Halter              | FGDS (CIR)     | 1 754  | 4,81   |  |  |  |
|                |                           |                |        |        |  |  |  |
| Inscrits       | Inscrits                  | Inscrits       | 46 443 | 100,00 |  |  |  |
| Abstentions    | Abstentions               | Abstentions    | 9 157  | 19,72  |  |  |  |
| Votants        | Votants                   | Votants        | 37 286 | 80,28  |  |  |  |
| Blancs et nuls | Blancs et nuls            | Blancs et nuls | 838    | 2,25   |  |  |  |
| Exprimés       | Exprimés                  | Exprimés       | 36 448 | 97,75  |  |  |  |

Le suppléant de Gérard Lehn était Guy Schweitzer.

### Élections de 1973
| Candidat       | Candidat            | Parti          | Premier tour | Premier tour | Second tour | Second tour |  |
| Candidat       | Candidat            | Parti          | Voix         | %            | Voix        | %           |  |
| -------------- | ------------------- | -------------- | ------------ | ------------ | ----------- | ----------- |  |
|                | Gérard Lehn sortant | UDR (URP)      | 16 921       | 43,67        | 16 297      | 43,05       |  |
|                | Jean-Marie Caro élu | CD (MR)        | 15 170       | 39,15        | 21 558      | 56,95       |  |
|                | Albert Klein        | PCF            | 2 947        | 7,6          |             |             |  |
|                | André Halter        | PS (UGSD)      | 2 296        | 5,93         |             |             |  |
|                | Robert Boehm        | PSU            | 1 417        | 3,66         |             |             |  |
|                |                     |                |              |              |             |             |  |
| Inscrits       | Inscrits            | Inscrits       | 48 052       | 100,00       | 48 064      | 100,00      |  |
| Abstentions    | Abstentions         | Abstentions    | 8 039        | 16,73        | 8 831       | 18,37       |  |
| Votants        | Votants             | Votants        | 40 013       | 83,27        | 39 233      | 81,63       |  |
| Blancs et nuls | Blancs et nuls      | Blancs et nuls | 1 262        | 3,15         | 1 378       | 3,51        |  |
| Exprimés       | Exprimés            | Exprimés       | 38 751       | 96,85        | 37 855      | 96,49       |  |

Le suppléant de Jean-Marie Caro était Paul Schitter, chef de Centre de Sécurité sociale, conseiller municipal de Molsheim.

### Élections de 1978
| Candidat       | Candidat                      | Parti          | Premier tour | Premier tour | Second tour | Second tour |  |
| Candidat       | Candidat                      | Parti          | Voix         | %            | Voix        | %           |  |
| -------------- | ----------------------------- | -------------- | ------------ | ------------ | ----------- | ----------- |  |
|                | Jean-Marie Caro sortant réélu | UDF (CDS)      | 21 232       | 46,11        | 32 544      | 73,55       |  |
|                | Pierre Klingenfus             | RPR            | 12 781       | 27,75        | Retrait     | Retrait     |  |
|                | Pierre Lagarrigue             | PS             | 7 413        | 16,1         | 11 701      | 26,45       |  |
|                | Albert Klein                  | PCF            | 3 063        | 6,65         |             |             |  |
|                | Michel Py                     | LO             | 897          | 1,95         |             |             |  |
|                | Daniel Reichert               | PFN            | 665          | 1,44         |             |             |  |
|                |                               |                |              |              |             |             |  |
| Inscrits       | Inscrits                      | Inscrits       | 55 340       | 100,00       | 55 340      | 100,00      |  |
| Abstentions    | Abstentions                   | Abstentions    | 8 126        | 14,68        | 9 816       | 17,74       |  |
| Votants        | Votants                       | Votants        | 47 214       | 85,32        | 45 524      | 82,26       |  |
| Blancs et nuls | Blancs et nuls                | Blancs et nuls | 1 163        | 2,46         | 1 279       | 2,81        |  |
| Exprimés       | Exprimés                      | Exprimés       | 46 051       | 97,54        | 44 245      | 97,19       |  |

La suppléante de Jean-Marie Caro était Lucienne Weber, maire déléguée de Wangenbourg-Engenthal.

### Élections de 1981
|                | Jean-Marie Caro sortant réélu | UDF (CDS)      | 24 038 | 61,67  |  |  |  |
|                | Robert Gilly                  | PS             | 9 930  | 25,47  |  |  |  |
|                | Bernard Winisdoeffer          | CNIP (UNM)     | 1 907  | 4,89   |  |  |  |
|                | Étienne Fernex                | MÉP            | 1 713  | 4,39   |  |  |  |
|                | Lucien Klein                  | PCF            | 1 389  | 3,56   |  |  |  |
|                |                               |                |        |        |  |  |  |
| Inscrits       | Inscrits                      | Inscrits       | 57 938 | 100,00 |  |  |  |
| Abstentions    | Abstentions                   | Abstentions    | 17 990 | 31,05  |  |  |  |
| Votants        | Votants                       | Votants        | 39 948 | 68,95  |  |  |  |
| Blancs et nuls | Blancs et nuls                | Blancs et nuls | 971    | 2,43   |  |  |  |
| Exprimés       | Exprimés                      | Exprimés       | 38 977 | 97,57  |  |  |  |

La suppléante de Jean-Marie Caro était Lucienne Weber.

### Élections de 1988
|                | Germain Gengenwin sortant réélu | UDF (CDS) (URC) | 26 040 | 50,99  |  |  |  |
|                | Gilbert Estève                  | PS              | 16 821 | 32,94  |  |  |  |
|                | Helmut Klein                    | FN              | 6 832  | 13,38  |  |  |  |
|                | Gilbert Hugel                   | PCF             | 799    | 1,56   |  |  |  |
|                | Thierry Lalevée                 | POE             | 575    | 1,13   |  |  |  |
|                |                                 |                 |        |        |  |  |  |
| Inscrits       | Inscrits                        | Inscrits        | 80 778 | 100,00 |  |  |  |
| Abstentions    | Abstentions                     | Abstentions     | 28 079 | 34,76  |  |  |  |
| Votants        | Votants                         | Votants         | 52 699 | 65,24  |  |  |  |
| Blancs et nuls | Blancs et nuls                  | Blancs et nuls  | 1 632  | 3,1    |  |  |  |
| Exprimés       | Exprimés                        | Exprimés        | 51 067 | 96,9   |  |  |  |

Le suppléant de Germain Gengenwin était Eugène Griesmar, adjoint au maire de Sélestat.

### Élections de 1993
| Candidat       | Candidat                        | Parti          | Premier tour | Premier tour | Second tour | Second tour |  |
| Candidat       | Candidat                        | Parti          | Voix         | %            | Voix        | %           |  |
| -------------- | ------------------------------- | -------------- | ------------ | ------------ | ----------- | ----------- |  |
|                | Germain Gengenwin sortant réélu | UDF (CDS)      | 24 986       | 45,03        | 31 560      | 60,13       |  |
|                | Gilbert Estève                  | PS (ADFP)      | 14 573       | 26,26        | 20 922      | 39,87       |  |
|                | Christian Cotelle               | FN             | 7 683        | 13,85        |             |             |  |
|                | Jean-François Gueidan           | Les Verts (EÉ) | 4 567        | 8,23         |             |             |  |
|                | Denis Kauffmann                 | LT-LNÉ         | 2 862        | 5,16         |             |             |  |
|                | Alexandre Guillen               | PCF            | 820          | 1,48         |             |             |  |
|                |                                 |                |              |              |             |             |  |
| Inscrits       | Inscrits                        | Inscrits       | 84 545       | 100,00       | 84 573      | 100,00      |  |
| Abstentions    | Abstentions                     | Abstentions    | 25 687       | 30,38        | 28 230      | 33,38       |  |
| Votants        | Votants                         | Votants        | 58 858       | 69,62        | 56 343      | 66,62       |  |
| Blancs et nuls | Blancs et nuls                  | Blancs et nuls | 3 367        | 5,72         | 3 861       | 6,85        |  |
| Exprimés       | Exprimés                        | Exprimés       | 55 491       | 94,28        | 52 482      | 93,15       |  |

Le suppléant de Germain Gengenwin était Eugène Griesmar, conseiller municipal de Sélestat.

### Élections de 1997
| Candidat       | Candidat                        | Parti          | Premier tour | Premier tour | Second tour | Second tour |  |
| Candidat       | Candidat                        | Parti          | Voix         | %            | Voix        | %           |  |
| -------------- | ------------------------------- | -------------- | ------------ | ------------ | ----------- | ----------- |  |
|                | Germain Gengenwin sortant réélu | UDF (FD)       | 20 412       | 37,52        | 28 339      | 48,87       |  |
|                | Christian Cotelle               | FN             | 12 426       | 22,84        | 11 575      | 19,96       |  |
|                | Jean-Jacques Renaudet           | PS             | 12 221       | 22,47        | 18 075      | 31,17       |  |
|                | Jean-Claude Moog                | Les Verts      | 2 464        | 4,53         |             |             |  |
|                | Joseph Schaal                   | LDI (MPF)      | 1 995        | 3,67         |             |             |  |
|                | Bernard Wessang                 | GÉ             | 1 912        | 3,51         |             |             |  |
|                | André Hemmerle                  | PCF            | 1 164        | 2,14         |             |             |  |
|                | Catherine Gamet                 | MÉI            | 976          | 1,79         |             |             |  |
|                | François Waag                   | Divers (UPA)   | 826          | 1,52         |             |             |  |
|                |                                 |                |              |              |             |             |  |
| Inscrits       | Inscrits                        | Inscrits       | 87 107       | 100,00       | 87 111      | 100,00      |  |
| Abstentions    | Abstentions                     | Abstentions    | 28 531       | 32,75        | 26 334      | 30,23       |  |
| Votants        | Votants                         | Votants        | 58 576       | 67,25        | 60 777      | 69,77       |  |
| Blancs et nuls | Blancs et nuls                  | Blancs et nuls | 4 180        | 7,14         | 2 788       | 4,59        |  |
| Exprimés       | Exprimés                        | Exprimés       | 54 396       | 92,86        | 57 989      | 95,41       |  |

Le suppléant de Germain Gengenwin était Marcel Bauer, RPR, conseiller municipal de Sélestat, enseignant, élu conseiller général du canton de Sélestat en 1998.

### Élections de 2002
| Candidat       | Candidat           | Parti            | Premier tour | Premier tour | Second tour | Second tour |  |
| Candidat       | Candidat           | Parti            | Voix         | %            | Voix        | %           |  |
| -------------- | ------------------ | ---------------- | ------------ | ------------ | ----------- | ----------- |  |
|                | Antoine Herth élu  | UMP              | 14 242       | 26,82        | 22 582      | 56,93       |  |
|                | Alfred Becker      | diss. RPR        | 12 895       | 24,28        | 17 086      | 43,07       |  |
|                | Christian Cotelle  | FN               | 7 335        | 13,81        |             |             |  |
|                | Christiane Hammann | PS               | 7 215        | 13,59        |             |             |  |
|                | Gérard Simler      | Divers droite    | 4 726        | 8,9          |             |             |  |
|                | Michèle Gartner    | Les Verts        | 1 556        | 2,93         |             |             |  |
|                | Christian Dantz    | MÉI              | 846          | 1,59         |             |             |  |
|                | Christian Hager    | MNR              | 799          | 1,5          |             |             |  |
|                | Patrick Dutter     | LO               | 788          | 1,02         |             |             |  |
|                | Laure Kretz        | Pôle républicain | 544          | 1,02         |             |             |  |
|                | Christian Jaeg     | Divers droite    | 420          | 0,79         |             |             |  |
|                | Michel Schulz      | MPF              | 408          | 0,77         |             |             |  |
|                | François Waag      | Divers (UPA)     | 355          | 0,67         |             |             |  |
|                | André Hemmerlé     | PCF              | 343          | 0,65         |             |             |  |
|                | Rémi Freixinos     | Divers           | 259          | 0,49         |             |             |  |
|                | Cyrille Hurstel    | Divers           | 209          | 0,39         |             |             |  |
|                | Christian Pierrat  | GÉ               | 164          | 0,31         |             |             |  |
|                |                    |                  |              |              |             |             |  |
| Inscrits       | Inscrits           | Inscrits         | 92 990       | 100,00       | 92 984      | 100,00      |  |
| Abstentions    | Abstentions        | Abstentions      | 38 295       | 41,18        | 49 001      | 52,7        |  |
| Votants        | Votants            | Votants          | 54 695       | 58,82        | 43 983      | 47,3        |  |
| Blancs et nuls | Blancs et nuls     | Blancs et nuls   | 1 591        | 2,91         | 4 315       | 9,81        |  |
| Exprimés       | Exprimés           | Exprimés         | 53 104       | 97,09        | 39 668      | 90,19       |  |

La suppléante d'Antoine Herth était Albertine Nuss, maire d'Ichtratzheim.

### Élections de 2007
|                | Antoine Herth sortant réélu | UMP            | 31 277 | 58,01  |  |  |  |
|                | Danièle Meyer               | UDF–MoDem      | 6 812  | 12,63  |  |  |  |
|                | Christiane Hammann          | PS             | 5 566  | 10,32  |  |  |  |
|                | Christian Cotelle           | FN             | 3 606  | 6,69   |  |  |  |
|                | Michèle Gartner             | Les Verts      | 1 885  | 3,5    |  |  |  |
|                | Clément Renaudet            | MÉI            | 1 258  | 2,33   |  |  |  |
|                | Monique Funck               | CNIP           | 742    | 1,38   |  |  |  |
|                | Patrick Dutter              | LO             | 715    | 1,33   |  |  |  |
|                | Marie-Claude Richez         | LCR            | 680    | 1,26   |  |  |  |
|                | Auguste Bildstein           | Divers         | 452    | 0,84   |  |  |  |
|                | Edmond Guillet              | MNR            | 374    | 0,69   |  |  |  |
|                | Jean-Louis Kubiack          | PCF            | 339    | 0,63   |  |  |  |
|                | Gabrielle Domin             | PRG            | 213    | 0,4    |  |  |  |
|                |                             |                |        |        |  |  |  |
| Inscrits       | Inscrits                    | Inscrits       | 99 091 | 100,00 |  |  |  |
| Abstentions    | Abstentions                 | Abstentions    | 43 739 | 44,14  |  |  |  |
| Votants        | Votants                     | Votants        | 55 352 | 55,86  |  |  |  |
| Blancs et nuls | Blancs et nuls              | Blancs et nuls | 1 433  | 2,59   |  |  |  |
| Exprimés       | Exprimés                    | Exprimés       | 53 919 | 97,41  |  |  |  |

### Élections de 2012
| Candidat       | Candidat                    | Parti          | Premier tour | Premier tour | Second tour | Second tour |  |
| Candidat       | Candidat                    | Parti          | Voix         | %            | Voix        | %           |  |
| -------------- | --------------------------- | -------------- | ------------ | ------------ | ----------- | ----------- |  |
|                | Antoine Herth sortant réélu | UMP            | 26 404       | 49,31        | 32 063      | 67,78       |  |
|                | Daniel Ehret                | EÉLV (PS)      | 11 888       | 22,20        | 15 244      | 32,22       |  |
|                | Christian Cotelle           | RBM (FN)       | 10 306       | 19,25        |             |             |  |
|                | Michel Gilardeau            | CpF (MoDem)    | 1 399        | 2,61         |             |             |  |
|                | Ariane Henry                | FG (PCF) (PG)  | 1 362        | 2,54         |             |             |  |
|                | Daniel Weber                | AÉI            | 1 080        | 2,02         |             |             |  |
|                | Patrick Dutter              | LO             | 556          | 1,04         |             |             |  |
|                | Christophe Palisser         | Pirate         | 547          | 1,02         |             |             |  |
|                | Emmanuel Wingender          | PVB            | 0            | 0,00         |             |             |  |
|                |                             |                |              |              |             |             |  |
| Inscrits       | Inscrits                    | Inscrits       | 98 427       | 100,00       | 98 427      | 100,00      |  |
| Abstentions    | Abstentions                 | Abstentions    | 43 908       | 44,61        | 49 468      | 50,26       |  |
| Votants        | Votants                     | Votants        | 54 519       | 55,39        | 48 959      | 49,74       |  |
| Blancs et nuls | Blancs et nuls              | Blancs et nuls | 977          | 1,79         | 1 652       | 3,37        |  |
| Exprimés       | Exprimés                    | Exprimés       | 53 542       | 98,21        | 47 307      | 96,63       |  |

### Élections de 2017
|                                                                           | |                           |                           |                          |                          |
|                                                                           | | Premier tour 11 juin 2017 | Premier tour 11 juin 2017 | Second tour 18 juin 2017 | Second tour 18 juin 2017 |
|                                                                           | |                           |                           |                          |                          |
|                                                                           | | Nombre                    | % des inscrits            | Nombre                   | % des inscrits           |
| Inscrits                                                                  | Inscrits | 103 986                   | 100,00                    | 103 986                  | 100,00                   |
| Abstentions                                                               | Abstentions | 57 405                    | 55,20                     | 64 638                   | 62,16                    |
| Votants                                                                   | Votants | 46 581                    | 44,80                     | 39 348                   | 37,84                    |
|                                                                           | |                           | % des votants             |                          | % des votants            |
| Bulletins blancs                                                          | Bulletins blancs                                                                                                   | 1 342                     | 2,88                      | 2 331                    | 5,92                     |
| Bulletins nuls                                                            | Bulletins nuls | 437                       | 0,94                      | 988                      | 2,51                     |
| Suffrages exprimés                                                        | Suffrages exprimés                                                                                                 | 44 802                    | 96,18                     | 36 029                   | 91,57                    |
|                                                                           | |                           |                           |                          |                          |
| Candidat Étiquette politique (partis et alliances)                        | Candidat Étiquette politique (partis et alliances)                                                                 | Voix                      | % des exprimés            | Voix                     | % des exprimés           |
|                                                                           | |                           |                           |                          |                          |
|                                                                           | Antoine Herth (député sortant) Les Républicains (Union des démocrates et indépendants)                             | 16 842                    | 37,59                     | 19 507                   | 54,14                    |
|                                                                           | Gérard Simler Unser Land                                                                                           | 7 547                     | 16,85                     | 16 522                   | 45,86                    |
|                                                                           | Éliane Klein Front national                                                                                        | 7 126                     | 15,91                     |                          |                          |
|                                                                           | Caroline Reys Europe Écologie Les Verts (Parti socialiste)                                                         | 4 059                     | 9,06                      |                          |                          |
|                                                                           | Janig Terrier La France insoumise                                                                                  | 3 739                     | 8,35                      |                          |                          |
|                                                                           | Christian Dantz Écologiste (Mouvement écologiste indépendant - Confédération pour l'homme, l'animal et la planète) | 1 482                     | 3,31                      |                          |                          |
|                                                                           | Daniel Weber Écologiste (Mouvement 100 %)                                                                          | 990                       | 2,21                      |                          |                          |
|                                                                           | Christine Beccari Debout la France                                                                                 | 975                       | 2,18                      |                          |                          |
|                                                                           | Patrick Dutter Lutte ouvrière                                                                                      | 414                       | 0,92                      |                          |                          |
|                                                                           | Christine Romanus Parti communiste français                                                                        | 414                       | 0,92                      |                          |                          |
|                                                                           | Candice Vetroff Divers (Union populaire républicaine)                                                              | 371                       | 0,83                      |                          |                          |
|                                                                           | Éric Gautier Extrême droite (Union des patriotes - Parti de la France)                                             | 308                       | 0,69                      |                          |                          |
|                                                                           | Éric Lapp-Lauth Divers                                                                                             | 283                       | 0,63                      |                          |                          |
|                                                                           | Feridun Ulusoy Divers (Parti égalité et justice)                                                                   | 252                       | 0,56                      |                          |                          |
| Source : Ministère de l'Intérieur - Cinquième circonscription du Bas-Rhin | |                           |                           |                          |                          |

### Élections de 2022
Les élections législatives françaises de 2022 se déroulent les dimanches 12 et 19 juin 2022.
| Résultats des élections législatives des 12 et 19 juin 2022 de la 5e circonscription du Bas-Rhin |                          |                          |                          |              |              |             |             |
| Candidat                                                                                         | Candidat                 | Parti et coalition       | Nuance                   | Premier tour | Premier tour | Second tour | Second tour |
| Candidat                                                                                         | Candidat                 | Parti et coalition       | Nuance                   | Voix         | %            | Voix        | %           |
|                                                                                                  | Charles Sitzenstuhl      | LREM (ENS)               | ENS                      | 15 550       | 32,62        | 25 426      | 60,67       |
|                                                                                                  | Marc Wolff               | RN                       | RN                       | 10 052       | 21,09        | 16 484      | 39,33       |
|                                                                                                  | Véronique Toulza         | LFI (NUPES)              | NUP                      | 7 653        | 16,05        |             |             |
|                                                                                                  | Olivier Sohler           | UDI (UDC)                | UDI                      | 4 553        | 9,55         |             |             |
|                                                                                                  | Sarah Weiss-Moessmer     | UL                       | REG                      | 4 021        | 8,44         |             |             |
|                                                                                                  | Daniel Weber             | EAC                      | ECO                      | 1 341        | 2,81         |             |             |
|                                                                                                  | Angelo Errera-Muller     | UADC                     | DVD                      | 1 028        | 2,16         |             |             |
|                                                                                                  | Mélanie Abassi           | REC                      | REC                      | 1 007        | 2,11         |             |             |
|                                                                                                  | Jean Pluskota            | MEI (TUPV)               | ECO                      | 819          | 1,72         |             |             |
|                                                                                                  | Yolande Tetart           | EPL                      | DIV                      | 712          | 1,49         |             |             |
|                                                                                                  | Patrick Dutter           | LO                       | DXG                      | 473          | 0,99         |             |             |
|                                                                                                  | Quentin Mertz            | DLF (UPF)                | DSV                      | 461          | 0,97         |             |             |
| Votes valides                                                                                    | Votes valides            | Votes valides            | Votes valides            | 47 670       | 98,13        | 41 910      | 93,13       |
| Votes blancs                                                                                     | Votes blancs             | Votes blancs             | Votes blancs             | 640          | 1,32         | 2 371       | 5,27        |
| Votes nuls                                                                                       | Votes nuls               | Votes nuls               | Votes nuls               | 266          | 0,55         | 719         | 1,60        |
| Total                                                                                            | Total                    | Total                    | Total                    | 48 576       | 100          | 45 000      | 100         |
| Abstention                                                                                       | Abstention               | Abstention               | Abstention               | 57 594       | 54,25        | 61 193      | 57,62       |
| Inscrits / participation                                                                         | Inscrits / participation | Inscrits / participation | Inscrits / participation | 106 170      | 45,75        | 106 193     | 42,38       |

### Élections de 2024
| Candidat                 | Candidat                 | Parti et coalition       | Nuances                  | Premier tour | Premier tour | Second tour | Second tour |
| Candidat                 | Candidat                 | Parti et coalition       | Nuances                  | Voix         | %            | Voix        | %           |
| ------------------------ | ------------------------ | ------------------------ | ------------------------ | ------------ | ------------ | ----------- | ----------- |
|                          | Thomas Esteve            | RN                       | RN                       | 27 897       | 39,20        | 31 778      | 44,82       |
|                          | Charles Sitzenstuhl      | RE (ENS)                 | ENS                      | 22 993       | 32,31        | 39 124      | 55,18       |
|                          | Marc Ruhlmann            | PS (NFP)                 | UG                       | 12 043       | 16,92        |             |             |
|                          | Léo Coutaud              | LR                       | LR                       | 3 529        | 4,96         |             |             |
|                          | Sarah Weiss-Moessmer     | UL (R&PS)                | REG                      | 2 681        | 3,77         |             |             |
|                          | Christian Dantz          | MEI                      | ECO                      | 803          | 1,13         |             |             |
|                          | Bastien Macia,           | DLF                      | DSV                      | 767          | 1,08         |             |             |
|                          | Patrick Dutter           | LO                       | EXG                      | 446          | 0,63         |             |             |
|                          |                          |                          |                          |              |              |             |             |
| Votes valides            | Votes valides            | Votes valides            | Votes valides            | 71 159       | 97,97        |             |             |
| Votes blancs             | Votes blancs             | Votes blancs             | Votes blancs             | 1 007        | 1,39         |             |             |
| Votes nuls               | Votes nuls               | Votes nuls               | Votes nuls               | 464          | 0,64         |             |             |
| Total                    | Total                    | Total                    | Total                    | 72 630       | 100          |             | 100         |
| Abstention               | Abstention               | Abstention               | Abstention               | 34 964       | 32,50        |             |             |
| Inscrits / participation | Inscrits / participation | Inscrits / participation | Inscrits / participation | 107 594      | 67,50        |             |             |